# Jef Murray
Jef Murray (Jeffrey Patrick Murray), né le 17 mars 1960, et décédé le 3 août 2015, est un illustrateur et artiste de fantasy, connu pour ses illustrations des œuvres de l'écrivain J. R. R. Tolkien. 
En 2009, il illustre notamment Black & White Ogre Country, The Lost Tales of Hilary Tolkien, ouvrage qui présente des textes, photographies et quelques lettres d'Hilary Tolkien, le frère de J. R. R. Tolkien.